# Svenska Akademien
Svenska Akademien är en kunglig akademi som instiftades 1786 av Gustav III med syftet att ”arbeta uppå Svenska Språkets renhet, styrka och höghet”. Akademien utser årligen mottagare av flera priser och stipendier, däribland Nobelpriset i litteratur. Antalet akademiledamöter är arton, utom när en ledamot har avlidit eller beviljats utträde och ännu ingen efterträdare hunnit väljas in. Akademien kallas därmed även De Aderton. Dess valspråk är ”Snille och smak”.
Svenska Akademien ses allmänt som en av de viktigaste svenska kulturinstitutionerna. Förutom utdelandet av Nobelpriset i litteratur och ett antal andra utmärkelser ligger man bland annat bakom Svenska Akademiens ordlista (SAOL) och Svenska Akademiens ordbok (SAOB), två ordböcker med stor språklig auktoritet. 
Akademiens organisationsform är "Offentlig korporation och anstalt".  Detta innebär att den är fristående från svensk statlig inblandning, men eftersom den är en kunglig akademi har Sveriges monark inflytande över samfundets regelverk. Aktieförvaltaren Akademiinvest förvaltar Akademiens tillgångar. Den löpande verksamheten finansieras via licensintäkter för utgivningsrätten för Post- och Inrikes Tidningar.

## Historik

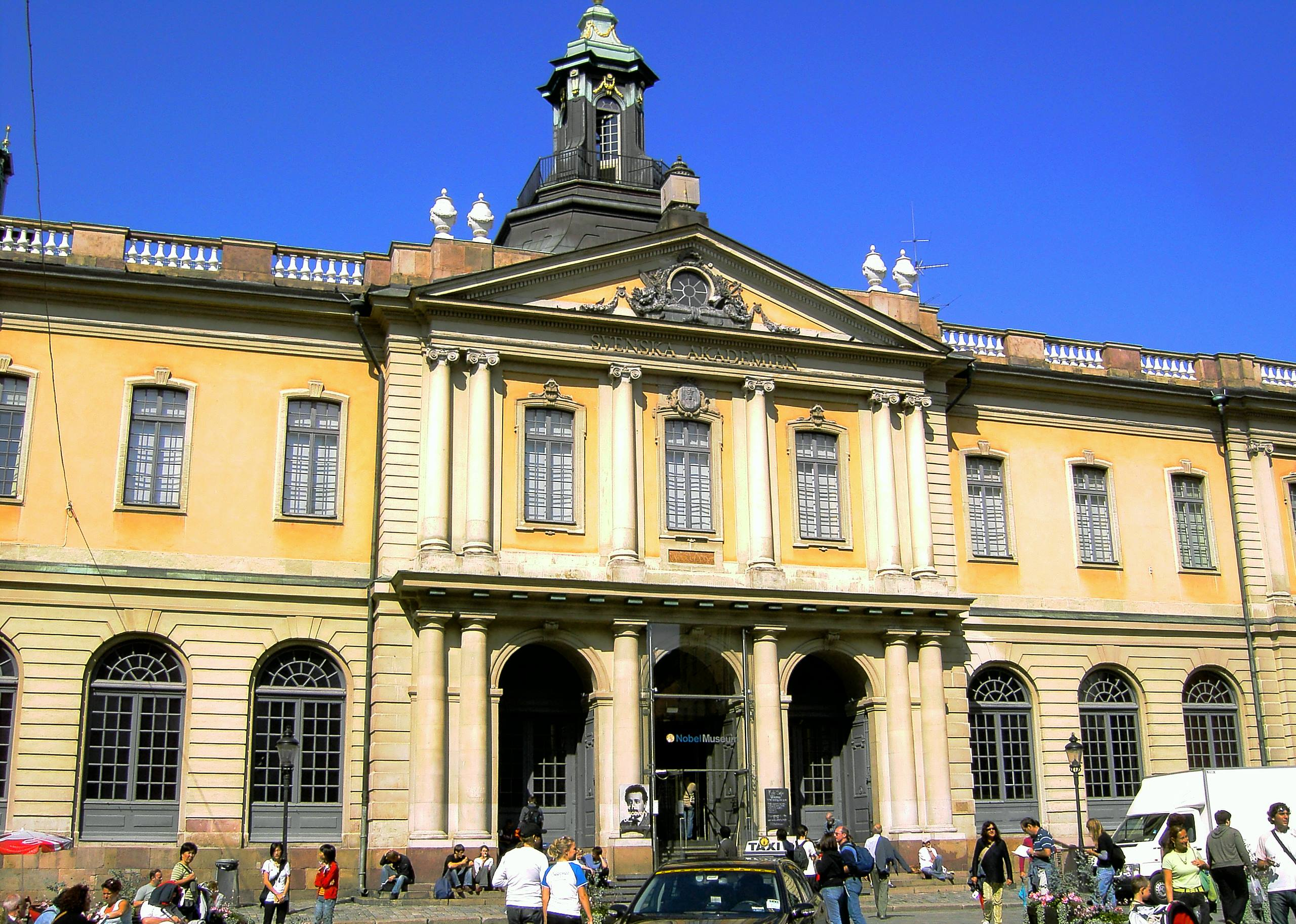
Svenska Akademien har lokaler i Börshuset i Stockholm.

### Bakgrund och bildande
Drottning Lovisa Ulrika instiftade 1753 Vitterhetsakademien, och Gustav III delade sin mors intresse för kultur. Den 20 mars 1786 kungjorde han sitt beslut att instifta "ett Samhälle af Aderton Herrar ock Män, till Svenska Språkets stadgande ock upodlande, samt till öfning för Vältaligheten ock Svenska skaldekonsten: Hvilcket Samhälle skall nu ock evärdeligen bära namn af Svenska Academien".
Dessa arton män skulle väljas från tre kategorier: skönlitterära författare, lärde och herrar. Med herrar avsågs män som genom sin börd, samhällsställning och umgängsvanor kunde representera god smak – ett syfte som speglas i Akademiens valspråk Snille och smak. Förebilden var Franska Akademien. De utvalda skulle vara ledande författare, filosofer och andra med opinionsbildande kraft.
Gustav III hade ursprungligen tänkt att Svenska Akademien skulle bestå av tjugo ledamöter. Att det blev arton sägs bero på att han tyckte att De Aderton klingade mer högtidligt när det uttalades. Gustav III utsåg själv Akademiens tretton första ledamöter; resterande fem ledamöter skulle Akademien själv välja, med godkännande av kungen. De tretton första av kungen utsedda ledamöterna var:

- Anders Johan von Höpken
- Carl Fredrik Scheffer (avled innan han tagit inträde)
- Olof Celsius d.y.
- Johan Henric Kellgren
- Mattias von Hermanson
- Johan Wingård
- Axel von Fersen den äldre
- Johan Gabriel Oxenstierna
- Gudmund Jöran Adlerbeth
- Anders af Botin
- Nils von Rosenstein
- Elis Schröderheim
- Gustaf Fredrik Gyllenborg

Vid instiftandet i Börshuset i Gamla stan den 5 april 1786 höll dessa sina inträdestal och förrättade sedan inval av de återstående fem ledamöterna, nämligen: Gustaf Mauritz Armfelt, Carl Gustaf Nordin, Carl Gustaf af Leopold, Johan Murberg och Nils Lorens Sjöberg. Dessförinnan hade Abraham Niclas Edelcrantz invalts som efterträdare till Carl Fredrik Scheffer som avlidit innan han tagit sitt inträde.

Medalj slagen vid Akademiens stiftande 1786, med Gustaf III:s bröstbild. Medaljen är graverad av Carl Gustaf Fehrman.

Frånsida av minnesmedalj utgiven av Svenska Akademien 1837, till minne av Johan Stiernhöök. Graverad av Karl Magnus Mellgren.

Minnesmedalj utgiven av Svenska Akademien 1818, till minne av Gudmund Jöran Adlerbeth. Graverad av Johan Salmson.

Bland de aderton utvalda fanns då Sveriges, vid sidan av den oppositionelle Thomas Thorild, tre största upplysningsfilosofer. Dessa var Rosenstein (som ständig sekreterare; han var då redan informator åt kronprinsen), Kellgren (Akademiens förste ordförande; han var sedan tidigare kunglig handsekreterare) och Leopold (då kunglig bibliotekarie).
Akademiens stadgar är till en stor del författade av kungen själv och påminner om Franska Akademiens stadgar. Enligt stadgarna är den främsta uppgiften att arbeta på svenska språkets ”renhet, styrka och höghet” (på nutida språk ungefär ’klarhet, uttrycksfullhet och anseende’). För att uppnå detta startade man utgivningen av Svenska Akademiens ordbok (SAOB), anordnade tävlingar samt började ge ut en årlig utmärkelse till en framstående svensk person. Redan från början fanns ambitionen att ge ut en normativ ordbok som skulle leda till svenska språkets ytterligare utveckling och förfining. Denna skulle dock inte bli verklighet förrän många år senare.
I valspråket Snille och smak ansågs Snille syfta på begåvningens skapande kraft och smak på de mer intellektuella förmögenheter som behövs för att bearbeta inspirationen. Enligt Akademiens egen historieskrivning inkluderade valspråket sålunda både en apollinsk och dionysisk aspekt.

### Tidiga år, 1800-talet
Akademiens situation försämrades efter Gustaf III:s död 1792. År 1795 uppstod en större kontrovers när Axel Silverstolpe höll sitt inträdestal och däri berömde sin företrädare Axel von Fersen den äldres agerande under riksdagen 1789, varpå Svenska Akademien stängdes under två år. År 1794 uteslöts ledamoten Gustaf Mauritz Armfelt från Akademien, efter att den landsförräderimisstänkte Armfelt i sin frånvaro dömts till döden.
Trots detta behöll Akademien sin ställning som Sveriges högsta auktoritet i litterära och språkliga frågor. Antalet "herrar" minskade efterhand bland ledamöterna och fler skönlitterära författare som Erik Gustaf Geijer och Esaias Tegnér tog plats i Akademien. Akademien ägnade sig åt att arbeta med den ordbok över det svenska språket som Gustav III beställt, och att anordna litterära pristävlingar som fick hög status. Under 1820-talet avmattades Akademiens verksamhet, mycket på grund av ett angrepp från företrädare för den nya litteraturen.
Förste ständige sekreteraren Nils von Rosenstein satt i rekordlånga 38 år, 1786–1824, och var både blind och senil på slutet. Den kraftfulle Bernhard von Beskow var ständig sekreterare mellan 1834 och 1868 och förbättrade Akademiens ställning. Efter Beskows död 1868 följde en längre period då Akademien saknade en verklig ledare, innan Carl David af Wirsén tillträdde posten som ständig sekreterare år 1884.
Under det följande decenniet utvecklades den svenska litteraturen starkt. Detta tilltalade inte Wirsén vilket gjorde honom mindre populär bland den yngre generationen författare. Akademien och dess ledamöter var under den så kallade Strindbergsfejden ständiga måltavlor för kritik.
I slutet av 1800-talet var Akademien marginaliserad. En utvecklad bokmarknad som gjorde författare mindre beroende av Akademiens erkännande och framväxande folkrörelser gjorde att Akademien hade förlorat mycket av sin tidigare betydelse. Detta kom emellertid att förändras med uppdraget att dela ut Nobelpriset i litteratur som gav Akademien en ny betydelsefull uppgift.

### 1900-talet, tidigt 2000-tal
År 1912 ersatte Erik Axel Karlfeldt Wirsén som ständig sekreterare. Under Karlfeldts 18 år på posten moderniserades Akademien och öppnades upp för den nya tidens författare. Bland annat valdes den första kvinnliga ledamoten, Selma Lagerlöf, in efter en stadgeändring år 1914.
Svenska Akademien kom under 1900-talet att få internationell och årlig uppmärksamhet i samband med utdelandet av Nobelpriset i litteratur. Dessutom utökades allteftersom mängden andra utdelade kulturpriser och -stipendier.
Under 1940- och 1950-talen stärktes akademiens anseende. De flesta av de mest framstående skönlitterära författarna valdes in som ledamöter och nobelpriset utdelades till flera av portalgestalterna inom 1900-talets litteratur. De följande decenniernas mer radikala syn på samhälle och kultur förändrade dock synen på akademien och den ansågs från många håll vara alltför världsfrånvänd. En kulmen på kritiken blev när Akademien delade ut Nobelpriset i litteratur 1974 till två av sina egna ledamöter, vilket kritiserades hårt.
Under 1900-talet fortsatte utgivningen av SAOB, i långsam takt. Svenska Akademiens ordlista (SAOL), vars första utgåva kom redan 1874, gavs under seklet ut i sex olika upplagor.
År 2009 kom tvåbandsverket Svensk ordbok utgiven av Svenska Akademien (SO). Runt millennieskiftet gjordes både SAOB (1997) och SAOL (2009) tillgängliga på Internet, och alla tre ordböckerna kan sedan 2017 nås via den gemensamma språkresursen Svenska.se.
Oenighet inom Svenska Akademien har på senare år lett till att flera ledamöter lämnat det aktiva arbetet inom Akademien. Tre ledamöter lämnade under 1989 arbetet, delvis med koppling till Salman Rushdie-affären. Våren 2018 lämnade ett antal ledamöter sitt arbete inom Akademien, som en följd av uppdagade sekretessläckor och jävsproblem samt olika åsikter om hanteringen av detta; i samma veva avträdde den ständiga sekreteraren.

### Ständig sekreterare
Gustav III bestämde att ständige sekreteraren i Svenska Akademien skulle sitta på sin post livet ut, men denna princip har övergetts. En tid in på 1900-talet antogs regeln att ständige sekreteraren ska avgå senast det år hon eller han fyller sjuttio år ”om inte Akademien annorlunda beslutar”, men även denna regel har med tiden luckrats upp. Den 1 juni 2015 tillträdde Sara Danius som första kvinna på posten. Den 12 april 2018 avgick hon som ständig sekreterare.

- 1786–1824: Nils von Rosenstein
- 1824–1834: Frans Michael Franzén
- 1834–1868: Bernhard von Beskow
- 1868–1869: Johan Erik Rydqvist (tillförordnad)
- 1869–1872: Ludvig Manderström
- 1872–1874: Carl Gustaf Strandberg (tillförordnad)
- 1874–1881: Henning Hamilton
- 1881–1883: Bror Emil Hildebrand (tillförordnad)
- 1883–1912: Carl David af Wirsén (tillförordnad 1883–1884)
- 1912: Hans Hildebrand (tillförordnad)
- 1913–1931: Erik Axel Karlfeldt
- 1931–1941: Per Hallström
- 1941–1964: Anders Österling
- 1964–1977: Karl Ragnar Gierow
- 1977–1986: Lars Gyllensten
- 1986–1999: Sture Allén
- 1999–2009: Horace Engdahl[23]
- 2009–2015: Peter Englund
- 2015–2018: Sara Danius[24]
- 2018–2019: Anders Olsson[25]
- 2019–: Mats Malm[26]

## Verksamhet
Akademiens syfte är enligt stadgarna att: arbeta uppå Svenska språkets renhet, styrka och höghet, så uti vetenskaper, som serdeles i anseende till Skaldekonsten och Vältaligheten uti alla dess tillhörande delar, jemväl uti then, som tjenar att tolka de Himmelska Sanningar.
Akademiens ledamöter sammanträder ett 30-tal gånger per år. Vid varje möte disponerar man 18 stycken silverjetonger att jämnt fördelas på ledamöterna som bidrag till resekostnader med mera för deltagande i sammanträdena. Jetongerna kan bytas mot kontanter, i dagens mynt omkring 100 kronor. Deltagarna får därtill bidrag för att täcka kostnader direkt hänförbara till sammankomsterna.
Utöver dessa slutna sammankomster hålls varje år en offentlig sammankomst på Akademiens högtidsdag den 20 december, Gustav II Adolfs födelsedag (med beräkning av den nya stilen). Till en början hölls offentliga sammankomster även då en ny ledamot tog sitt inträde i Akademien, men sedan 1837 har dessa inträdeshögtidligheter vanligen förenats med årshögtiden. Under flera år har högtidssammankomsten den 20 december direktsänts i Sveriges Radio.

### Nobelpriset i litteratur

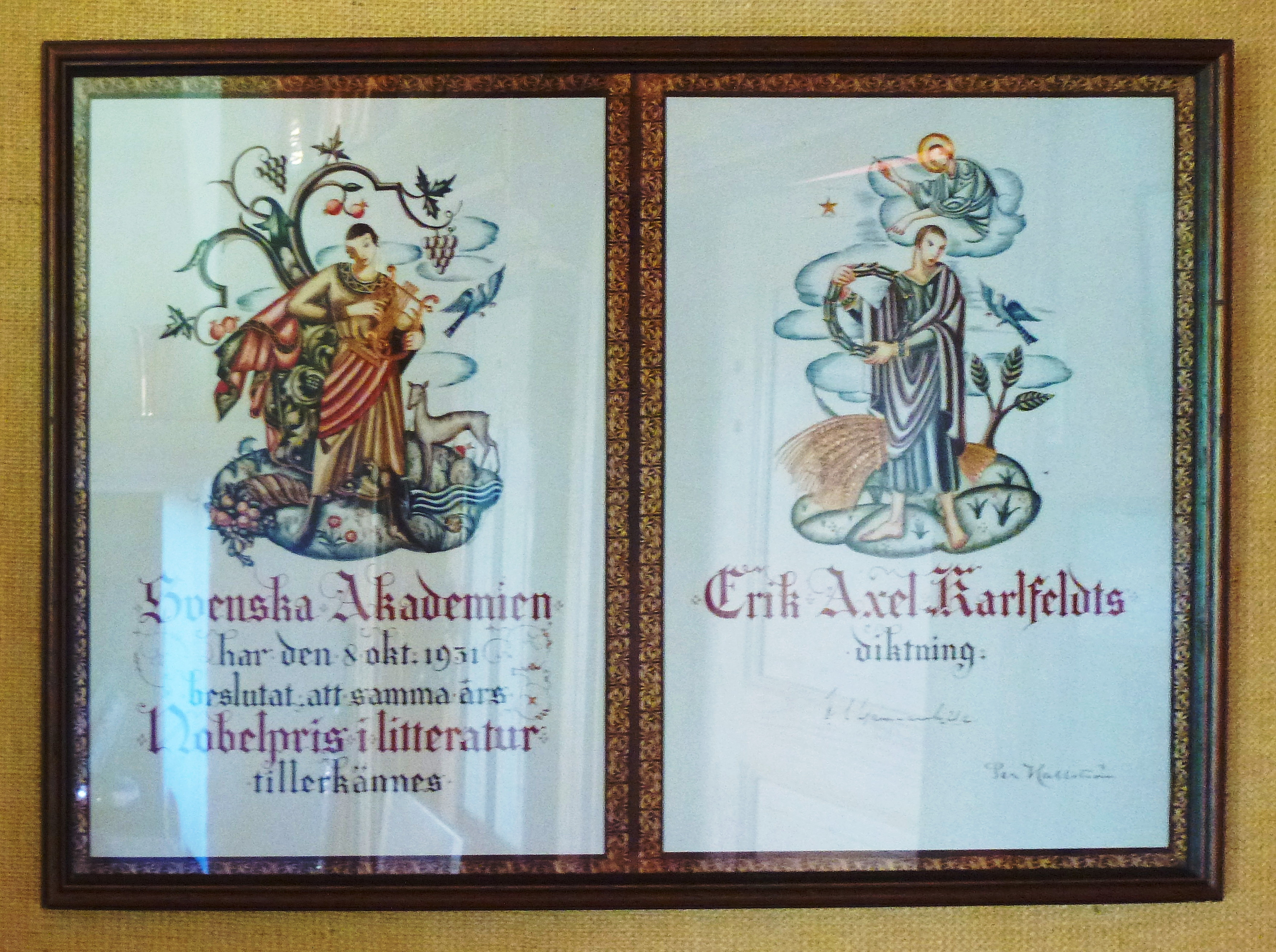
Erik Axel Karlfeldts diplom från 1931, han tilldelades priset postumt.

År 1900 åtog sig Akademien efter viss tvekan uppdraget att enligt Alfred Nobels testamente utse mottagare av Nobelpriset i litteratur. Rätt att nominera pristagarkandidater tillkommer Svenska Akademiens ledamöter, ledamöter i motsvarande utländska sammanslutningar samt tidigare nobelpristagare. På senare tid har man varje år haft att ta ställning till mellan 200 och 300 förslag, vilket gett akademiledamöterna ett betydande arbete. Man har ungefär ett halvår på sig att komma till beslut. Inom den tiden måste man sätta sig in i och bedöma kandidaternas samlade produktion, som i en del fall kan vara på något udda språk, och som akademiledamöterna endast har begränsad kunskap om. Om kandidatens produktion finns översatt till något mer allmänt känt språk kan man gå den vägen, men det återstår då att på ett eller annat sätt bedöma huruvida översättningen ger författaren rättvisa.
Nobelpriset har utdelats varje år sedan 1901 med undantag för ett antal gånger då utdelningen blivit inställd eller uppskjuten till ett följande år, senast 2018.
Akademiledamoten och ständige sekreteraren Erik Axel Karlfeldt (invald 1904 till stol 11) blev ett år själv nominerad som pristagare men avböjde kandidatur. År 1931 blev han ändå postumt tilldelad priset.
Av tradition ska beslutet om årets utsedda litteraturpristagare offentliggöras en torsdag i oktober, då Akademiens ständige sekreterare punktligt kl. 13:00 utträder från Akademiens sammanträdesrum och möter ett stort uppbåd av journalister från svensk och utländsk press och television.

### Stora priset
År 1786 instiftade Gustav III Stora priset, som anses vara Akademiens förnämsta, och består av en guldmedalj. Stora priset har delats ut till bland andra Selma Lagerlöf (1904 och 1909), Herbert Tingsten (1966), Astrid Lindgren (1971), Evert Taube (1972) och Tove Jansson (1994).

### Övriga priser och stipendier
Akademien delar ut ett knappt 50-tal olika priser och stipendier, de flesta årligen. Gemensamt för samtliga är att de utdelas utan tävlan och utan ansökan. Antalet priser beskrev under 1900-talets andra hälft en stigande kurva, med kulmen under 1980-talet då tio nya priser tillkom. Under de två senaste decennierna har ytterligare ett knappt tiotal instiftats. Nedan listas ett stort urval av Akademiens samtliga priser och stipendier. På Akademiens webbplats finns en fullständig förteckning över samtliga priser och stipendier.

- Anna Sjöstedts resestipendium
- Axel Hirschs pris
- Bellmanpriset
- Beskowska resestipendiet
- Birger Schöldströms pris
- Blomska stipendiet
- Carl Åkermarks stipendium
- Doblougska priset
- Eric och Ingrid Lilliehööks stipendium
- Gerard Bonniers pris
- Gun och Olof Engqvists stipendium
- Johan Lundblads pris
- Kallebergerstipendiet
- Karin Gierows pris
- Kellgrenpriset
- Kungliga priset
- Lydia och Herman Erikssons stipendium
- Margit Påhlsons pris
- Ole och Ann-Marie Söderströms pris
- Schullströmska priset för barn- och ungdomslitteratur
- Schückska priset
- Signe Ekblad-Eldhs pris
- Stiftelsen Natur & Kulturs översättarpris
- Stipendium till Harry Martinsons minne
- Stipendium ur Lena Vendelfelts minnesfond
- Svenska Akademiens bibliotekariepris
- Svenska Akademiens essäpris
- Svenska Akademiens Finlandspris
- Svenska Akademiens gustavianska stipendium
- Svenska Akademiens nordiska pris
- Svenska Akademiens pris för översättning av svensk litteratur, instiftat 2017[32]
- Svenska Akademiens pris till framstående författare av barn- och ungdomslitteratur
- Svenska Akademiens språkforskarpris
- Svenska Akademiens stipendium till postdoktorala språkforskare
- Svenska Akademiens svensklärarpris
- Svenska Akademiens tolkningspris
- Svenska Akademiens teaterpris
- Svenska Akademiens översättarpris
- Zibetska priset

### Svenska Akademiens ordlista
Svenska Akademiens ordlista över svenska språket (SAOL) är en koncentrerad ordbok, endast delvis med ordförklaringar, i ett band. Första upplagan utgavs år 1874 och den fjortonde och senaste år 2015. Till och med den sjunde upplagan år 1900 var verkets namn Ordlista öfver svenska språket. 
Vad gäller stavning  har SAOL alltid uppfattats som normerande. Däremot avsåg den ursprungligen inte att vara ett rättesnöre för ”gott språk”, utan skulle avspegla det svenska språket såsom det användes i verkligheten. Detta ändrades med den trettonde upplagan.

### Svensk ordbok utgiven av Svenska Akademien
Svensk ordbok utgiven av Svenska Akademien (förkortas SO) utkom i september 2009 och är det mest kompletta hjälpmedlet för att förstå orden i svensk text, för att lära känna deras ålder i det svenska språket och, direkt eller indirekt, deras etymologi. Ordboken, som består av två band, innehåller över 100 000 ordbeskrivningar och härtill bland annat över 20 000 mer exakta konstruktionsuppgifter.

### Färdigställande av Svenska Akademiens ordbok
Svenska Akademiens ordbok (SAOB) är ett etymologiskt uppslagsverk över det svenska språket som ges ut av Svenska Akademien. Det är det största uppslagsverk som givits ut i Norden.
År 1786 bestämde Svenska Akademien att en ordbok skulle skrivas. Med vissa avbrott har arbetet pågått sedan dess. Det första bandet var färdigt 1898. I maj 2017 hade ordboksredaktionen kommit till ordet vret. Svenska Akademiens ordbok färdigställdes under hösten 2023.

### Bokutgivning
- Svenska klassiker i samarbete med Bokförlaget Atlantis
- Nobelklassiker i samarbete med Brombergs bokförlag
- Minnesbiblioteket i samarbete med Bokförlaget Atlantis

Akademien utger också andra böcker om det svenska språket, bland annat
- Svenska Akademiens grammatik
- Svenska Akademiens språklära

Svenska Akademiens handlingar har givits ut sedan grundandet 1786, oftast i form av årsböcker med bland annat tal och texter från Akademiens årliga högtidssammankomst (bland annat nyinvalda ledamöters inträdestal).

### Talerätt rörande klassikerskyddet
Svenska Akademien har exklusiv talerätt att enligt 51 § upphovsrättslagen (det så kallade Klassikerskyddet) väcka talan i domstol om en avliden upphovsmans litterära verk återges offentligt så att det kränker ”den andliga odlingen”.
År 2009, 49 år efter dess tillkomst, hade klassikerskyddet ännu aldrig tillämpats, men kan ändå vara ett medel för påtryckningar i enskilda fall. Svenska Akademiens juridiska rådgivare kommenterade 2005 att klassikerskyddet vore mycket svårt att tillämpa bland annat på grund av de höga beviskrav som skulle ställas. Att det vore svårt att bevisa att en part har kränkt den "andliga odlingens intressen" när knappast någon kan förklara innebörden i uttrycket "andlig odling".
Klassikerskyddet i 51 § (1960:729) och den lagparagraf som reglerar talerätten, 6 § (1993:1212), nämndes våren 2018 i ett rättsfall för att utröna om Svenska Akademien möjligen är en svensk myndighet och därmed omfattas av offentlighetsprincipen. I propositionen till lagen omnämns akademien av Lagrådet som en myndighet medan akademien omnämner sig själv som ett "fristående samfund". Frågan avgjordes i kammarrätten som i sin dom meddelade att Akademien inte var en myndighet. I domen framgår att Akademien argumenterade för att man inte var en myndighet utan ett privaträttsligt subjekt och en privat juridisk person av eget slag, "sui generis". Beslutet skulle överklagas av Samhällsmagasinet Avsnitt.[Uppdatering behövs]

### Utgivningsrätt för Post- och inrikes tidningar
År 1791 övertog Svenska Akademien äganderätten till Post- och Inrikes tidningar för att finansiera arbetet med ordboken och ordlistan. Från 2007 administrerar Bolagsverket Post- och inrikes tidningar. För detta betalar Bolagsverket en årlig avgift (12 miljoner kronor år 2007) till Akademien. Åtminstone fram till och med 2017 (14 miljoner kronor) fortsatte Akademiens intäktsström för licensiering av utgivningsrätten för POIT.

### Tillgångar
Aktieförvaltaren Akademiinvest förvaltar Akademiens tillgångar. Den 11 april 2019 publicerade Svenska Akademien för första gången i sin historia en verksamhetsberättelse. Enligt den hade Akademien vid slutet av år 2018 tillgångar på 1,6 miljarder kronor.

## Ledamöter

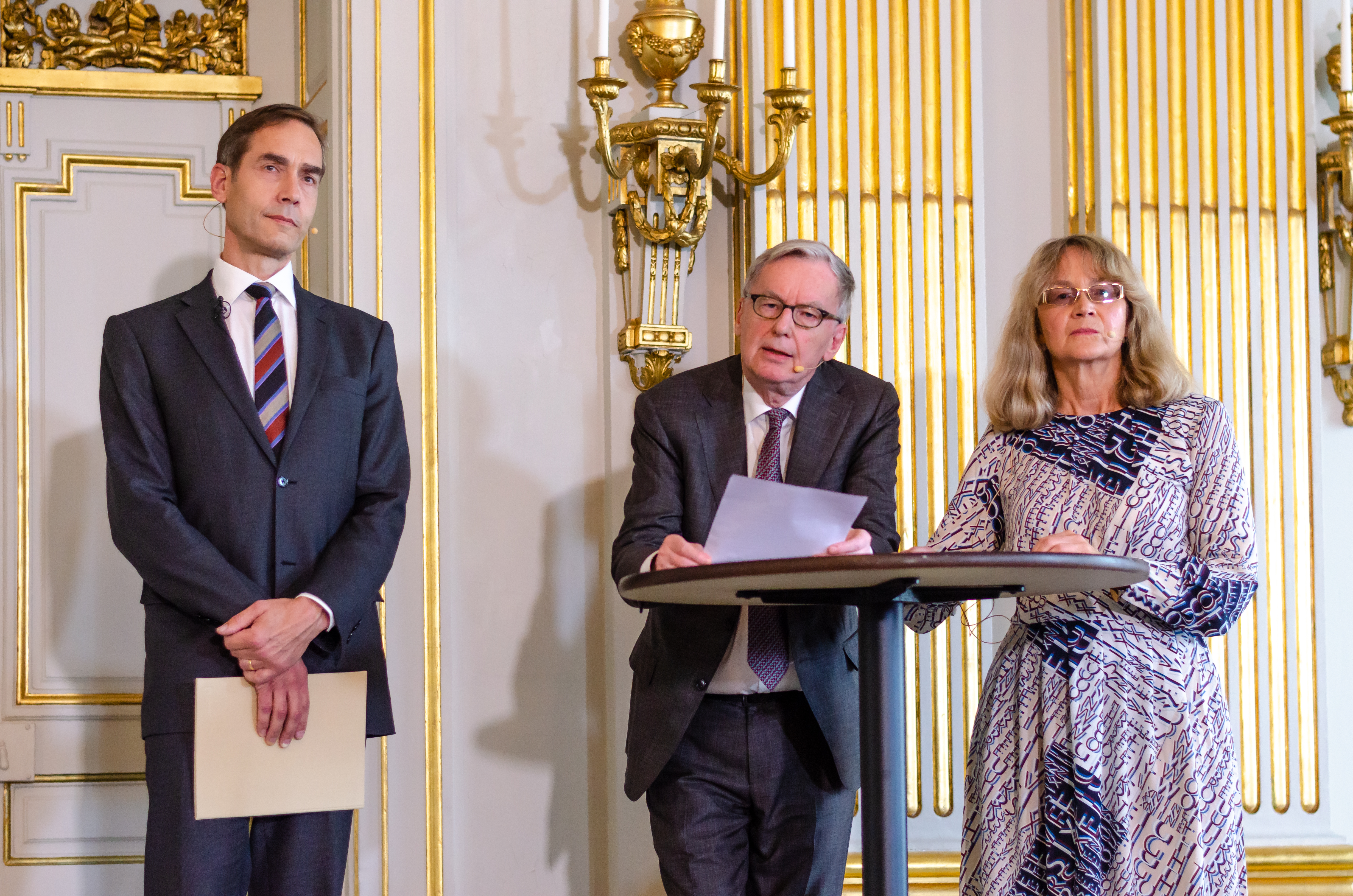
Ledamöterna Mats Malm, Anders Olsson och Ellen Mattson berättar inför den församlade världspressen i Börshuset i Stockholm varför författaren Annie Ernaux just tilldelats Nobelpriset i litteratur 2022.

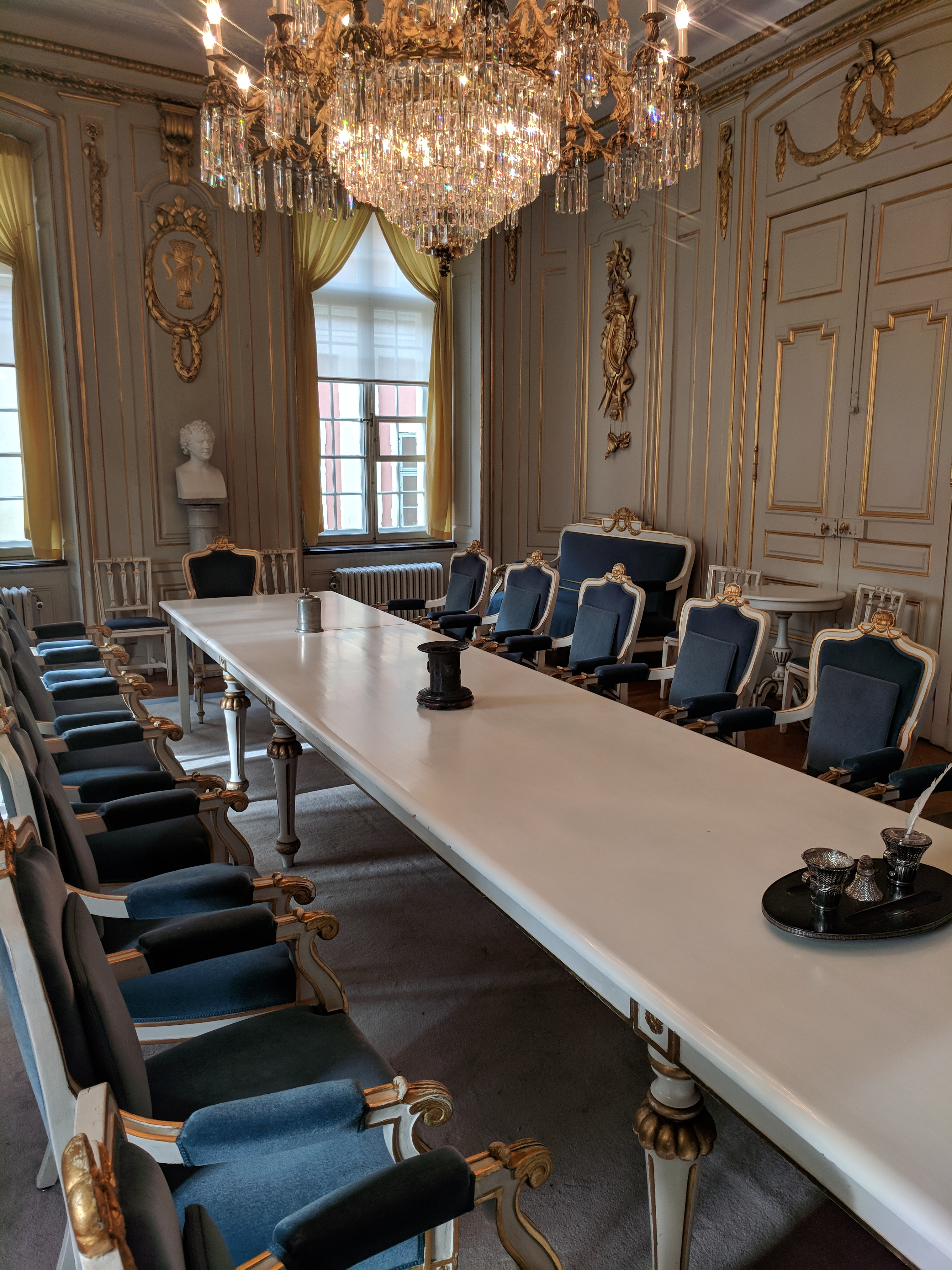
Mötesrummet för ledamöterna.

Svenska Akademien har 18 ledamöter på numrerade stolar. Nya ledamöter väljs in genom ballotering (en form av sluten omröstning) bland Akademiens ledamöter, där minst 12 ledamöter måste vara närvarande. Ledamotskapet är enligt traditionen på livstid. Vid Akademiens bildande år 1786 var det sällan ett problem då människor i allmänhet inte levde lika länge som de senare kom att göra och i samband med det ökade risken för att ledamöter blev dementa på sin post.
Ledamöter har, åtminstone enligt tidigare tolkning av stadgarna, inte frivilligt kunnat utträda, något som vissa har ifrågasatt mot bakgrund av den negativa organisationsfriheten. Däremot kan någon uteslutas om vederbörande anses ha brutit mot lag eller moralens bud eller brutit sin tystnadsplikt i fråga om Akademiens interna angelägenheter. Flera ledamöter har också själva valt att ”inte längre delta” i Akademiens verksamhet.
Som en följd av kontroversen inom Akademien 2017–2018 förtydligade Akademiens "Höge Beskyddare", kung Carl XVI Gustaf, den 2 maj 2018 dess stadgar. Genom en tilläggsbestämmelse, XI a §, är det möjligt för en ledamot, att skriftligen begära sitt utträde. Alternativt kan Akademien anse, att en ledamot lämnat om denne inte deltagit i Akademiens arbete under en tidsrymd av två år.
Varje halvår väljs en direktör (ordförande) och en kansler (vice ordf.). En av ledamöterna utses till ständig sekreterare. ”Ständigheten” upphör vid 70 års ålder, såvida inte Akademien bestämmer annat.

### Nuvarande ledamöter
Svenska Akademiens nuvarande ledamöter och respektive stolsnummer.
|  | Ständig sekreterare |

| Stol | Foto | Namn               | Yrke                           | Född         | Invald | Noter |
| ---- | ---- | ------------------ | ------------------------------ | ------------ | ------ | --- |
| 1.   |      | Eric M. Runesson   | jurist                         | 1960 (64 år) | 2018   | |
| 2.   |      | Bo Ralph           | språkforskare                  | 1945 (79 år) | 1999   | |
| 3.   |      | David Håkansson    | språkforskare                  | 1978 (46 år) | 2023   | |
| 4.   |      | Anders Olsson      | författare, litteraturforskare | 1949 (75 år) | 2008   | Tillförordnad ständig sekreterare 13 april 2018, ständig sekreterare från 1 juni 2018–2019. Ordförande för nobelkommittén. |
| 5.   |      | Ingrid Carlberg    | författare                     | 1961 (63 år) | 2020   | |
| 6.   |      | Tomas Riad         | språkforskare                  | 1959 (65 år) | 2011   | |
| 7.   |      | Åsa Wikforss       | professor i filosofi           | 1961 (63 år) | 2019   | |
| 8.   |      | Jesper Svenbro     | antikforskare, poet            | 1944 (81 år) | 2006   | |
| 9.   |      | Ellen Mattson      | författare                     | 1962 (62 år) | 2019   | |
| 10.  |      | Peter Englund      | historiker, författare         | 1957 (68 år) | 2002   | Ständig sekreterare 2009–2015.                                                                                             |
| 11.  |      | Mats Malm          | litteraturvetare, översättare  | 1964 (61 år) | 2018   | Ständig sekreterare sedan 2019.                                                                                            |
| 12.  |      | Per Wästberg       | författare                     | 1933 (91 år) | 1997   | |
| 13.  |      | Anne Swärd         | författare                     | 1969 (56 år) | 2019   | |
| 14.  |      | Steve Sem-Sandberg | författare                     | 1958 (66 år) | 2020   | |
| 15.  |      | Jila Mossaed       | författare, poet               | 1948 (77 år) | 2018   | |
| 16.  |      | Anna-Karin Palm    | författare                     | 1961 (64 år) | 2023   | |
| 17.  |      | Horace Engdahl     | författare, litteraturforskare | 1948 (76 år) | 1997   | Ständig sekreterare 1999–2009.                                                                                             |
| 18.  |      | vakant sedan 2024  |                                |              |        | |

### Ledamöter som lämnat Akademiens arbete
Se Lista över Svenska Akademiens ledamöter
Under årens lopp har flera ledamöter lämnat Akademiens arbete. En ledamot ansågs enligt de historiska stadgarna och den praxis som baserades på dem inte kunna avgå utan var garanterad sin plats livet ut. 2018 kom detta regelverk att ifrågasättas, eftersom flera ledamöter sedan tidigare hade upphört att delta i verksamheten och nu ytterligare fem valde att göra detsamma, vilket i praktiken gjorde att Akademien kom att nå gränsen för hur många ledamöter den enligt sina stadgar ska ha för att kunna verka.
Att ledamöter inte haft möjlighet att utträda om de så önskat vållade en del debatt. Enligt tidigare sekreteraren Lars Gyllensten hade Akademiens stadgar inte heller tidigare förhindrat ett utträde, och utträde eller uteslutning har skett vid ett par tidigare tillfällen. En konsekvens av hittillsvarande praxis innebär att en ”avhoppares” stol inte nybesätts förrän innehavaren avlidit, och stadgarnas öppning för nybesättning efter uteslutning har inte tillämpats i något av dessa fall. Däremot hade Akademien bland annat infört en regel om att den ständige sekreteraren numera ska frånträda sekreterarrollen senast vid 70 års ålder, om inte Akademien beslutar annorlunda.
I april 2018 meddelade Svenska Akademien att man ser över sitt regelverk för att ändra det och ge möjlighet till utträde ur Akademien, för ledamot som så önskar.
Den 19 april 2018 begärde Lotta Lotass sitt utträde ur Svenska Akademien. Den 2 maj 2018 beslöt kung Carl XVI Gustaf, som är Akademiens ”Höge beskyddare”, att ändra stadgarna. Paragraf 11a uppdaterades till: ”Ledamot äger utträda ur Akademien. Anmälan därom görs skriftligen till Akademien.”
Den 7 maj samma år beviljades utträdet. Under 2018 och 2019 lämnade även Sara Stridsberg, Klas Östergren, Kerstin Ekman, Jayne Svenungsson, Sara Danius och Katarina Frostenson Akademien.

## Kontroverser inom Svenska Akademien

### Armfeltska konspirationen 1794
Ledamoten Gustaf Mauritz Armfelt dömdes av Svea hovrätt till döden för förräderi, varvid han fråntogs alla sina ämbeten och titlar, däribland även sitt ledamotskap i Svenska Akademien. Då Gustav IV Adolf blev myndig återtogs domen mot Armfelt 1799, och han blev på nytt utsedd till ledamot av Akademien 1805, innan han på nytt uteslöts 1811, efter att ha gått i ryske tsarens tjänst som en följd av Finlands förening med Ryssland.

### Akademien suspenderas 1795–1797
I efterdyningarna av mordet på Gustav III blev Akademiens situation svår. I januari 1795 meddelades det från förmyndarregeringen under hertig Karl att Akademien skulle suspenderas i två år. Troligen låg Gustaf Adolf Reuterholm bakom detta, och orsakerna till beslutet var förmodligen att:
- den nyinvalde ledamoten Axel Gabriel Silfverstolpe hade i sitt inträdestal den 5 mars 1795 hyllat Axel von Fersen den äldre och särskilt hans motstånd till Förenings- och säkerhetsakten på riksdagen 1789. Detta sårade den unge kungen, Gustav IV Adolf, som sörjde sin far.[68]
- Akademien inte hade, trots viss påverkan, valt in Reuterholm
- akademiledamoten och förste ständige sekreteraren Nils von Rosenstein var Gustav IV Adolfs informator och hade därmed stort inflytande, något som störde Reuterholm.[68]

På Reuterholms order arresterades Silfverstolpe för talet, och von Rosenstein planerades att arresteras för att han tillåtit talet att hållas. Tanken var troligen att upplösa Akademien.
Kungens upprördhet var dock inte större än att Silfverstolpe släpptes. Kungen blev myndig den 1 november 1796, och Reuterholm skickades strax därefter i exil. Akademien kunde återuppta sitt arbete kort därefter.

### Hamiltonaffären 1881
År 1881 valde Henning Hamilton på stol 9 att lämna alla de akademier och vittra samfund han var ledamot i, däribland Svenska Akademien, på grund av den så kallade Hamiltonaffären samma år. Det hade avslöjats att Hamilton förskingrat omkring 800 000 kronor, vilket motsvarar omkring 44 miljoner kronor i 2017 års penningvärde baserat på konsumentprisindex eller omkring 86 miljoner kronor i 2017 års penningvärde baserat på löneindex. En brorson betalade beloppen, varför Hamilton inte åtalades. Hamilton gick i exil i Frankrike och avled 1886.
Redan 1882, fyra år före Hamiltons död, valde Akademien in Esaias Tegnér den yngre på stol nummer 9 efter Hamilton. Det är oklart om Hamilton uteslöts eller lämnade Akademien.

### Salman Rushdie-affären 1989
Huvudartikel: Salman Rushdie-affären
År 1989 valde två ledamöter, Lars Gyllensten på stol nr 14 och Kerstin Ekman på stol nr 15, att sluta delta i Akademiens arbete i protest mot vad de uppfattade som feghet från Akademiens sida i samband med Salman Rushdie-affären. Att enbart denna affär är orsak till att Gyllensten och Ekman var och en för sig valde att inte delta i Akademiens arbete har sedan dess med jämna mellanrum ifrågasatts. I september 1989 meddelade Werner Aspenström att han ville lämna Akademiens arbete "av personliga skäl".
Den 7 maj 2018 meddelade Akademien att Kerstin Ekman beviljats utträde ur Akademien.

### Kulturprofilen 2017–2018
Svenska Akademien hade sedan år 2010 finansierat klubben Forums verksamhet med 126 000 kr per år. Forum drevs av paret Jean-Claude Arnault (i media kallad "Kulturprofilen") och akademiledamoten Katarina Frostenson. I samband med #metoo-kampanjen, i en granskning i Dagens Nyheter i november 2017, anklagades Arnault för sexuella övergrepp av en rad kvinnor. Arnault anklagades snart också för att ha läckt namnen på kommande Nobelpristagare. Svenska Akademien avbröt allt samarbete med Forum, och Akademiens ständiga sekreterare Sara Danius sade i ett uttalande att "ledamöter, ledamöters döttrar, ledamöters hustrur och personal vid Akademiens kansli utsatts för oönskad intimitet eller opassande behandling" av Arnault. En utredning om hur akademien hade hanterat denna fråga beställdes av Akademien via dess ständiga sekreterare Sara Danius av en advokatbyrå efter publiceringen i Dagens Nyheter. Denna utredning levererades i mars 2018, men Akademien var då inte ense om vilka åtgärder utredningsresultatet borde leda till.
Den 5 april 2018 röstade Akademien om ett förslag att utesluta Frostenson, vilket inte fick tillräckligt stöd. Efter omröstningen, där sex ledamöter röstade för uteslutning och åtta emot, förklarade ledamöterna Kjell Espmark, Klas Östergren och Peter Englund att de inte längre kommer att delta i Akademiens arbete. Englund förklarade att hans beslut motiverades av missnöje med hanterandet av de misshälligheter runt Akademien som uppdagades under hösten 2017.
Vid Akademiens ordinarie möte den 12 april 2018 avgick Sara Danius som ständig sekreterare, och hon meddelade samtidigt att hon inte längre kommer att delta i Akademiens arbete. I samband med detta möte meddelade även Katarina Frostenson att inte heller hon kommer att delta i Akademiens fortsatta arbete. I en kampanj till stöd för Sara Danius (som ofta gick klädd i knytblus) postade tusentals kvinnor och män selfies iklädda knytblus med hashtag #knytblus eller #knytblusförsara på Instagram. 
Den 20 april 2018 presenterade de aktiva ledamöterna i ett pressmeddelande att de överlämnar utredningen till rättsvårdande myndigheter. De beklagar flera ageranden i samband med hantering av finansieringen av Arnaults verksamhet och tidiga signaler om olämpligt uppträdande av Arnault.
Den 27 april 2018 meddelade Sara Stridsberg Akademien att hon önskade lämna sammanslutningen som ledamot.
Som en omedelbar följd av kontroversen gjordes stadgeändringar 2 maj 2018 beträffande ledamöters utträde ur Akademien, varefter Sara Stridsberg och Klas Östergren, vilka ansökt om utträde ur Akademien, beviljades utträde 7 maj samma år. Stadgeändringarna möjliggjorde även att Kerstin Ekman och Lotta Lotass samtidigt beviljades utträde.
I maj 2018 krävde Sara Danius, Peter Englund och Kjell Espmark att Horace Engdahl skulle lämna Akademien med motiveringen: "Han har varit drivande i den process som fört institutionen in i en allt djupare kris."
Som en följd av kontroversen meddelade Akademien att 2018 års Nobelpristagare i litteratur kommer att utses och annonseras parallellt med 2019 års pristagare. Nobelstiftelsen ansåg att händelserna hade en påtagligt negativ effekt på nobelprisets anseende och krävde att arbetet med att utse nobelpristagare förändras tills förtroendet för akademien återställts.
Fler ledamöter lämnade Akademien senare under året. I januari 2019 lämnade Katarina Frostenson sin plats i Akademien. Under 2018 invaldes flera nya ledamöter (Eric M. Runesson, Jila Mossaed och Mats Malm) på stolar som lämnats tomma efter ledamöter som lämnat akademien.